# Ukraine centrale
 (septembre 2019).
Si vous disposez d'ouvrages ou d'articles de référence ou si vous connaissez des sites web de qualité traitant du thème abordé ici, merci de compléter l'article en donnant les références utiles à sa vérifiabilité et en les liant à la section « Notes et références ».

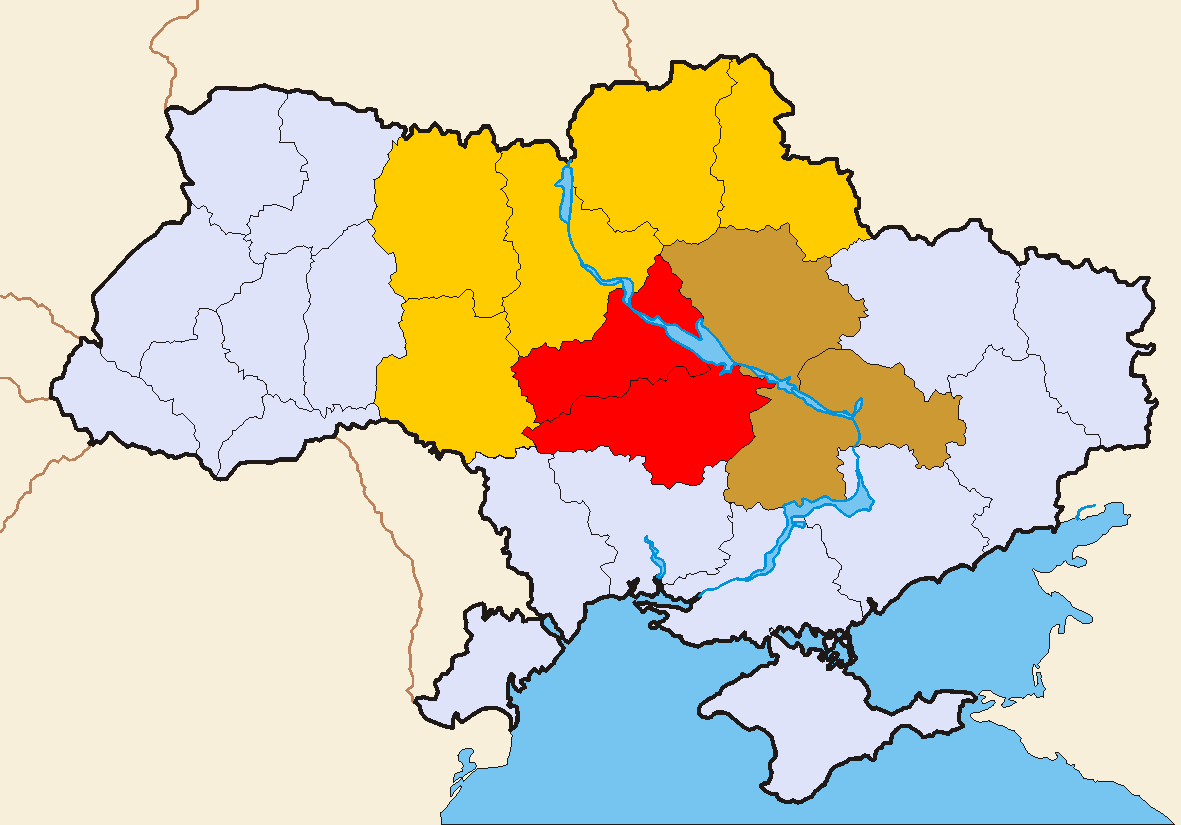
Carte des oblasts considérés comme étant de l'Ukraine centrale:
Toujours inclus
Souvent inclus
Parfois inclus

L'Ukraine centrale (en ukrainien : Центральна Україна) désigne la partie centrale de l'actuelle Ukraine. Elle comprend notamment la capitale (Kiev) et les régions du centre du pays qui sont bordées par le Dniepr. 